# مایان سفلی (تبریز)
مایان سفلی یکی از روستاهای استان آذربایجان شرقی ایران است که در دهستان آجی‌چای بخش مرکزی شهرستان تبریز واقع شده است. مایان سفلی مرکز دهستان آجی چای می‌باشد.

## جمعیت
بر اساس نتایج سرشماری سال ۱۳۹۵ منتشر شده در سایت مرکز آمار ایران جمعیت مایان سفلی ۶۵۹۶ نفر بوده که از آن تعداد ۳۴۱۷ نفر مرد و ۳۱۷۹ نفر زن می‌باشد و تعداد ۱۹۶۵ خانوار در روستای مایان سفلی زندگی می‌کنند.
این آمار طبق نتایج سرشماری سال ۱۳۹۰ شامل ۷۰۸۳ نفر جمعیت که از آن تعداد ۳۶۳۵ نفر مرد و ۳۴۴۸ نفر زن و تعداد ۱۶۹۴ خانوار بود، که در فاصله زمانی ۵ سال (از سال ۱۳۹۰ تا سال ۱۳۹۵) با کاهش ۶٫۹ درصدی جمعیت همراه بوده است.
مایان سفلی طبق نتایج سرشماری سال ۱۳۸۵ داری ۶۴۰۳ نفر جمعیت و ۱۲۳۶ خانوار، در سال ۱۳۷۵ داری ۵۱۳۵ نفر جمعیت و ۸۹۷ خانوار، در سال ۱۳۶۵ داری ۳۵۸۳ نفر جمعیت و ۴۷۳ خانوار، در سال ۱۳۵۵ داری ۲۳۷۵ نفر جمعیت و ۳۸۹ خانوار، در سال ۱۳۴۵ داری ۱۷۸۵ نفر جمعیت و ۳۱۸ خانوار و در سال ۱۳۳۵ دارای ۱۲۱۷ نفر جمعیت بود.
در جلد چهارم فرهنگ جغرافیایی ایران که در سال ۱۳۳۰ چاپ شده است، جمعیت مایان ۱۹۳۶ نفر ذکر شده که از آن تعداد ۵۲۸ نفر جمعیت مایان بالا و ۱۴۰۸ نفر جمعیت مایان پایین می‌باشد.

## موقعیت جغرافیایی
روستای مایان سفلی در ۳۸ درجه و ۵ دقیقه عرض شمالی و ۴۶ درجه و ۶ دقیقه طول شرقی و در ارتفاع ۱۳۰۹ متری از سطح دریا واقع شده است. این روستا به عنوان مرکز دهستان آجی چای، وابسته به بخش مرکزی شهرستان تبریز بوده و در ۸ کیلومتری غرب شهر تبریز واقع شده است. رودخانه آجی چای از جوار شرقی و جنوبی مایان و کانال آبلان (که از زیرشاخه‌های آجی چای می‌باشد) از مرکز مایان عبور کرده و به دریاچه ارومیه می‌ریزند.
```
مختصات جغرافیایی مایان سفلی: 
 
۳۸°۰۵′۱۱٫۵۴″
 شمالی
 
۴۶°۰۶′۱۳٫۳۱″
 شرقی
 / 
۳۸٫۰۸۶۵۳۸۹°
شمالی 
۴۶٫۱۰۳۶۹۷۲°
شرقی
 / 
38.0865389; 46.1036972
[
۱
]
[
۲
]
```

شهرها و آبادی‌های اطراف مایان سفلی:
- شمال (مایان علیا: ۲کیلومتر؛ خواجه‌دیزج: ۷٫۴کیلومتر)
- جنوب (نوجه ده: ۱۰کیلومتر؛ باغ معروف: ۹کیلومتر)
- شرق (کوجووار: ۴٫۲کیلومتر؛ سردرود: ۱۱کیلومتر)
- غرب (قزل دیزج: ۱۰کیلومتر)

## مایان در فرهنگ نامه‌ها
در «لغت‌نامه دهخدا» معنی مایان چنین ذکر شده است:
```
مایان
. (ضمیر) جِ ما یعنی ماها.
[
۱۲
]
```

در «فرهنگ جغرافیایی ایران» در مورد مایان چنین آمده است:
```
مایان
. (اِخ) دهی از دهستان سردرود است که در بخش اسکوی شهرستان تبریز واقع است و ۱۹۳۶ تن سکنه دارد. در دو محل بفاصلهٔ ۲ هزار گز به نام مایان بالا و مایان پایین مشهور است و مایان بالا ۵۲۸ تن سکنه دارد. (از فرهنگ جغرافیایی ایران ج ۴).
[
۱۴
]
```

احمد کسروی در کتاب «آذری یا زبان باستان آذربایجان» در مورد مایان چنین نوشته است:
```
مایان
: دیهی در نزدیکیهای تبریز است. اما معنی کلمه چنان‌که گفتیم «مای» رویه دیگری از نام ماد است. «آن» یا «هان» در آخرهای نامهای آبادی بمعنی جایگاه بسیار آمده.
[
۱۵
]
```

## امامزاده مایان
امامزاده سید محمد مایان یا مسجد محمد حنفیه مایان یکی از مساجد قدیمی در روستای مایان سفلی هست که دربرگیرندهٔ آرامگاه منسوب به سید محمد از نوادگان محمد حنفیه فرزند امام علی (ع) می‌باشد. در بین مساجد مایان این امامزاده بعد از مسجد جامع مایان دومین مرکز فعال فرهنگی و مذهبی در این روستا می‌باشد.

## نگارخانه مایان سفلی

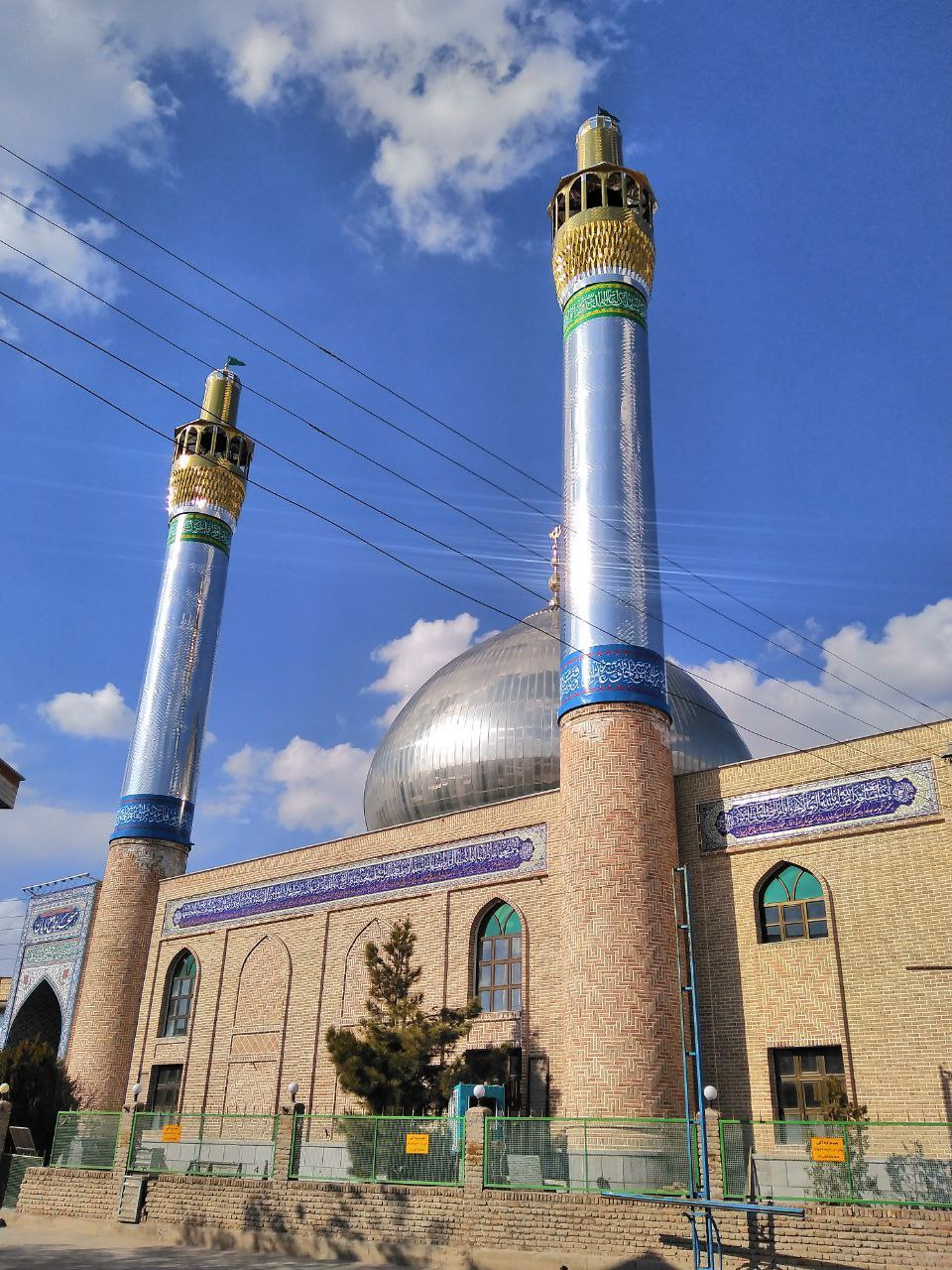
مسجد جامع مایان
مسجد محمد حنفیه مایان
یادمان شهدای گمنام مایان
مزار شهدای گمنام مایان
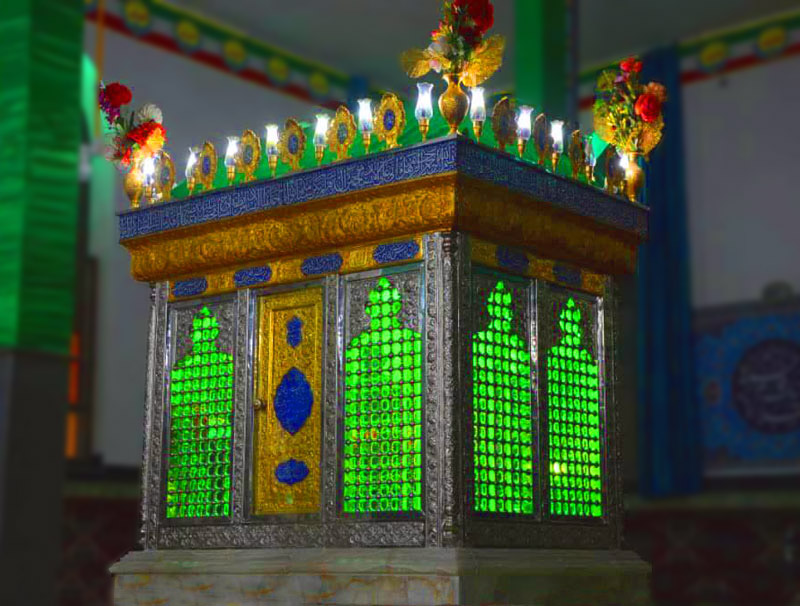
امامزاده سید محمد مایان
مقبره تاریخی پیر مایان
مزارع کشاورزی مایان
برداشت کلزا در مایان
مهد قرآن امام رضا
مهد قرآن امام رضا
عزاداری ماه محرم در مایان
برداشت گندم در مایان
رودخانه آجی چای در مایان
طبیعت زیبای مایان
گندمزارهای مایان سفلی